# Хубавец
Хубавец е планинска хижа в Стара Планина, която се намира в Национален парк Централен Балкан. Разположена е на 980 метра надморска височина и предлага 50 спални места. Намира се на границата между Троянска и Калоферска планина. Построена е през 1958 г., като първоначално е била заслон.
През 1962 г. постройката е разширена и преобразувана на хижа.

## Съседни обекти
- хижа Амбарица – 4 часа
- хижа Балкански рози – 40 минути
- хижа Васил Левски – 2 часа
- хижа Рай – 6.30 часа
- хижа Добрила – 6 часа
- връх Амбарица – 3.30 часа
- връх Ботев – 6.30 часа
- заслон Ботев – 6 часа

## Изходни точки
- град Карлово – 2 часа